# Flor Elena González
Đừng nhầm lẫn với Luz Elena González.
Flor Elena González (sinh ngày 2 tháng 2 năm 1960 tại Venezuela) là một nữ diễn viên người Venezuela xuất hiện trong phim truyền hình.

## Cá nhân
Tên đầu tiên của cô có nghĩa là "hoa" trong tiếng Tây Ban Nha. Cô có một cô con gái tên là Minerva và cháu gái Tábata.

## Đóng phim
- Phim ngắn Lưu trữ ngày 27 tháng 1 năm 2016 tại Wayback Machine Aurora - Cực quang
- Corazón Esmeralda - Isabel Cordero de Montalvo
- Dulce Amargo
- Natalia del Mar - Eleonora de Moncada
- Los misterios del amor - Diana
- Valeria - Rumani Riquelme [2]
- Aunque mal paguen
- Los Querendones - Esther
- Quần thể bò con - Candelaria de Lisboa
- La cuaima - Pepita Hamilton de Alvarenga
- Juana la virgen - Amparo de Vivas
- La soberana - Dulce de Mesías
- Mis 3 hermanas - Delia
- Hay Amores Que Matan - Elpidia
- Hoy te Vi - Eva Gómez de Pereira
- Cambio de piel - Perla Garcia
- Amores de Fin de Siglo
- Kiến de morir
- Cuộc gọi của por Estas - Maigualida Cazado [3]